# Ral·li Liepāja Ventspils de 2013
El Ral·li Liepāja Ventspils de 2013 va ser la primera edició i la segona ronda de la temporada 2013 del Campionat europeu de ral·lis. Es va celebrar de l'1 al 3 de febrer i va comptar amb un itinerari de quinze trams sobre neu i gel que sumaven un total de 243,00 km cronometrats. La prova va entrar per primera vegada al calendari europeu i va comptar amb una llista d'inscrits de setanta-nou pilots, dels quals trenta y nou participaven dins del campionat local i els quaranta restants al campionat d'Europa.
El guanyador va ser el finlandès Jari Ketomaa a bord d'un Ford Fiesta RRC que es va imposar a la majoria dels trams. Va ocupar el segon lloc l'irlandès Craig Breen i tercer el francès François Delecour tots dos amb sengles Peugeot 207 S2000.

## Itinerari
| Dia                 | Tram | Hora  | Tram                            | Distància | Ganador      | Temps   | Vel. mitjana | Líder ral·li |
| ------------------- | ---- | ----- | ------------------------------- | --------- | ------------ | ------- | ------------ | ------------ |
| Dia 1 (1 de febrer) | SS1  | 17:10 | Rallyofchampions.com (Podnieki) | 6.16 km   | Craig Breen  | 3:16.6  | 112.80 km/h  | Craig Breen  |
| Dia 1 (1 de febrer) | SS2  | 17:45 | Volkswagen 1 (Tebra)            | 16.88 km  | Craig Breen  | 9:14.2  | 109.65 km/h  | Craig Breen  |
| Dia 1 (1 de febrer) | SS3  | 18:45 | LDz Cargo 1 (Vecpils)           | 18.73 km  | Craig Breen  | 9:44.6  | 115.03 km/h  | Craig Breen  |
| Dia 2 (2 de febrer) | SS4  | 10:20 | LDz Cargo 2 (Vecpils)           | 18.73 km  | Craig Breen  | 9:17.6  | 120.60 km/h  | Craig Breen  |
| Dia 2 (2 de febrer) | SS5  | 10:55 | Volkswagen 2 (Tebra)            | 16.88 km  | Craig Breen  | 8:56.2  | 113.33 km/h  | Craig Breen  |
| Dia 2 (2 de febrer) | SS6  | 11:55 | Neste Oil 1 (Edole)             | 21.31 km  | Jari Ketomaa | 10:49.7 | 118.08 km/h  | Jari Ketomaa |
| Dia 2 (2 de febrer) | SS7  | 15:20 | Ventbunkers 1 (Alsunga)         | 10.42 km  | Jari Ketomaa | 4:58.1  | 125.84 km/h  | Jari Ketomaa |
| Dia 2 (2 de febrer) | SS8  | 15:55 | Neste Oil 2 (Edole)             | 21.31 km  | Jari Ketomaa | 10:29.0 | 121.97 km/h  | Jari Ketomaa |
| Dia 2 (2 de febrer) | SS9  | 17:20 | Ventspils kalns 1 (Ventspils)   | 3.40 km   | Jari Ketomaa | 2:23.2  | 85.47 km/h   | Jari Ketomaa |
| Dia 3 (3 de febrer) | SS10 | 08:30 | Ventbunkers 2 (Alsunga)         | 10.42 km  | Jari Ketomaa | 4:53.7  | 85.80 km/h   | Jari Ketomaa |
| Dia 3 (3 de febrer) | SS11 | 09:00 | Swecon 1 (Īvande)               | 21.34 km  | Jari Ketomaa | 11:49.7 | 108.25 km/h  | Jari Ketomaa |
| Dia 3 (3 de febrer) | SS12 | 10:10 | Kuldīga 1 (Mežvalde)            | 26.34 km  | Jari Ketomaa | 14:11.4 | 111.37 km/h  | Jari Ketomaa |
| Dia 3 (3 de febrer) | SS13 | 12:05 | Swecon 2 (Īvande)               | 21.34 km  | Craig Breen  | 11:36.8 | 110.25 km/h  | Jari Ketomaa |
| Dia 3 (3 de febrer) | SS14 | 13:15 | Kuldīga 2 (Mežvalde)            | 26.34 km  | Jari Ketomaa | 13:58.6 | 113.07 km/h  | Jari Ketomaa |
| Dia 3 (3 de febrer) | SS15 | 15:00 | Ventspils kalns 2               | 3.40 km   | Jan Černý    | 2:21.6  | 86.44 km/h   | Jari Ketomaa |

## Classificació final
| Lloc | Pilot             | Copilot              | Automòbil                    | Temps     | Diferència | Punts |
| ---- | ----------------- | -------------------- | ---------------------------- | --------- | ---------- | ----- |
| 1    | Jari Ketomaa      | Kaj Lindström        | Ford Fiesta RRC              | 2:08:15.7 |            | 39    |
| 2    | Craig Breen       | David Moynihan       | Peugeot 207 S2000            | 2:08:46.7 | +31.0      | 30    |
| 3    | François Delecour | Dominique Savignoni  | Peugeot 207 S2000            | 2:11:03.2 | +2:47.5    | 23    |
| 4    | Jan Černý         | Pavel Kohout         | Škoda Fabia S2000            | 2:11:19.1 | +3:03.4    | 20    |
| 5    | Raimonds Kisiels  | Ronis Arnis          | Mini John Cooper Works S2000 | 2:14:02.0 | +5:46.3    | 12    |
| 6    | Vytautas Švedas   | Žilvinas Sakalauskas | Mitsubishi Lancer Evo X      | 2:14:11.4 | +5:55.7    | 11    |
| 7    | Aivis Egle        | Andis Dauga          | Mitsubishi Lancer Evo X      | 2:15:55.2 | +7:39.5    | 6     |
| 8    | Raul Jeets        | Andrus Toom          | Mitsubishi Lancer Evo X      | 2:16:53.3 | +8:37.6    | 4     |
| 9    | Jaroslav Orsák    | David Šmeidler       | Mitsubishi Lancer Evo IX     | 2:17:04.6 | +8:48.9    | 2     |
| 10   | Vitaliy Pushkar   | Ivan Mishkin         | Mitsubishi Lancer Evo X R4   | 2:17:40.7 | +9:25.0    | 1     |